# Alfred Deller
Alfred Deller (Margate, 31 maggio 1912 – Bologna, 16 luglio 1979) è stato un controtenore e direttore di coro britannico.

## Biografia
Da ragazzo cominciò a cantare nel coro della chiesa del suo paese. Dopo aver raggiunto la pubertà continuò a cantare nel registro di controtenore. Nel corso del XIX secolo la vocalità di controtenore era sopravvissuta soltanto nei cori tutti maschili delle chiese. Deller emerse come solista per merito del compositore inglese Michael Tippett che fu un estimatore della purezza e bellezza della sua voce. Arrivato all'attenzione del grosso pubblico tramite la trasmissione dell'opera Come ye sons of Art di Henry Purcell da parte della BBC, si dedicò alla riscoperta della musica inglese del periodo rinascimentale e barocco di autori come John Dowland e Henry Purcell.
Nel 1948 costituì il Deller Consort, un gruppo che si dedicò alla riscoperta delle musiche di questo periodo, rendendole con una interpretazione filologica mediante l'utilizzo di strumenti dell'epoca.
Il gruppo divenne presto famoso e le sue interpretazioni, di grande qualità artistica, spaziarono da Bach a Handel, da Purcell a Dowland.
Nel 1960 Deller interpretò il personaggio di Oberon, nell'opera Sogno di una notte di mezza estate di Benjamin Britten: il ruolo era stato espressamente scritto per le sue doti vocali, ma dopo la prima egli fu allontanato dalla produzione, forse per le sue non eccelse capacità di attore e, comunque, contro la volontà di Britten. La registrazione discografica che venne effettuata in seguito, e per la quale l'autore restituì a Deller il suo ruolo, costituisce una pietra di paragone nell'interpretazione di questo personaggio.
Morì colpito da un infarto a Bologna durante una tournée in Italia.